# Кот (гміна Єдвабно)
Кот (пол. Kot, нім. Omulefofen) — село в Польщі, у гміні Єдвабно Щиценського повіту Вармінсько-Мазурського воєводства.
Населення — 166 осіб (2011).
У 1975-1998 роках село належало до Ольштинського воєводства.

## Демографія
Демографічна структура станом на 31 березня 2011 року:
|          | Загалом | Допрацездатний вік | Працездатний вік | Постпрацездатний вік |
| -------- | ------- | ------------------ | ---------------- | -------------------- |
| Чоловіки | 87      | 21                 | 60               | 6                    |
| Жінки    | 79      | 16                 | 49               | 14                   |
| Разом    | 166     | 37                 | 109              | 20                   |